# 安丰乡 (安阳县)
安丰乡，是中华人民共和国河南省安陽市安阳县下辖的一个乡镇级行政单位。

## 行政区划
安丰乡下辖以下地区：
郭家屯村、大夫村、太平店村、木厂屯村、南丰村、北丰村、吉庄村、施家河村、赵村、固岸村、西马庄村、崔庄村、北李庄村、后净渠村、前净渠村、东稻田村、前稻田村、大刘庄村、洪河村、张家庄村、张显屯村、邵家屯村、东高穴村、西高穴村、后稻田村、渔洋村、刘家屯村、靳家屯村、翟庄村、蔡村、付家洞村、韦家洞村、谷家咀村、赵家窑村、李家坡村、韩家寨村、东天助村、下天助村、上天助村、张家凹村、林县庄村和英烈村。

## 中国传统村落
2013年8月，渔洋村被评为第二批中国传统村落。